# Aristió (cirurgià)
Aristió (en llatí Aristion, en grec antic Αριστίων) va ser un cirurgià grec que probablement pertanyia a l'escola mèdica d'Alexandria. Era fill del també cirurgià Pasícrates d'Esmirna. No se'n sap res de la seva vida, però devia viure al segle i aC o segle ii aC ja que era posterior a Nimfòdor i anterior a Heliodor.